# Соматичні клітини
Соматичні клітини (грец. σὠμα/soma - тіло) — загальна назва для усіх клітин багатоклітинних організмів, які не є статевими, а отже є носіями диплоїдного набору хромосом. Також до соматичних клітин не належать ембріональні стовбурові клітини. Основною метою існування соматичних клітин є підтримання гомеостазу організму, його здатності до створення гамет і розмноження, не беручи безпосередньої участі у процесі.
На відміну від соматичних клітин, гамети зливаються між собою під час запліднення, гоноцити дають життя гометам, а ембріональні стовбурові клітини можуть ділитися за допомогою  мітозу і диференціювати в різні типи клітин. Наприклад, у ссавців, з соматичних клітин складаються всі внутрішні органи, шкіра, кістки, кров і сполучні тканини, тоді як гоноцити ссавців дають життя сперматозоїдам і яйцеклітинам, які зливаються під час запліднення, перетворюючись на зиготу. Потім ця зигота ділиться на клітини ембріону. У людському організмі існує приблизно 220 типів соматичних клітин.

## Генетика і вміст хромосом
Подібно до всіх клітин, соматичні клітини містять ДНК у вигляді хромосом. Якщо соматична клітина містить хромосоми у вигляді пар, то вона називається  диплоїдною, а сам організм називається диплоїдним організмом. (Гамети диплоїдного організму містять непарні хромосоми і називаються гаплоїдними.) Кожна пара хромосом складається з однієї батьківської хромосоми й однієї материнської. Наприклад, у людей соматичні клітини складаються з 46 хромосом, які утворюють 23 пари. Людські гамети, тобто сперматозоїд і яйцеклітина, є гаплоїдами з 23-ма непарними хромосомами. Під час запліднення дві гамети зливаються і утворюють зиготу з 23-ма парами хромосом.
Однак, у великої кількості видів хромосоми в соматичних клітинах організовані не парами, а по чотири ("тетраплоїдні" клітини), шість ("гексаплоїдні") тощо. Таким чином, вони можуть мати диплоїдні, триплоїдні і т.д. гамети. Прикладом цього є сучасний культурний вид пшениці, Triticum aestivum L. - гексаплоїдний вид, чиї соматичні клітини містять по шість копій кожної хроматиди.
Соматичним клітинам властивий певний ряд особливостей, до яких зокрема належать:
• репродукція тільки шляхом мітотичного поділу.